# Tezoyuca
Tezoyuca är mindre stad i Mexiko, och administrativ huvudort i kommunen Tezoyuca i delstaten Mexiko. Tezoyuca ligger i den centrala delen av landet och tillhör Mexico Citys storstadsområde. Staden hade 16 933 invånare vid folkräkningen 2010.

## Galleri

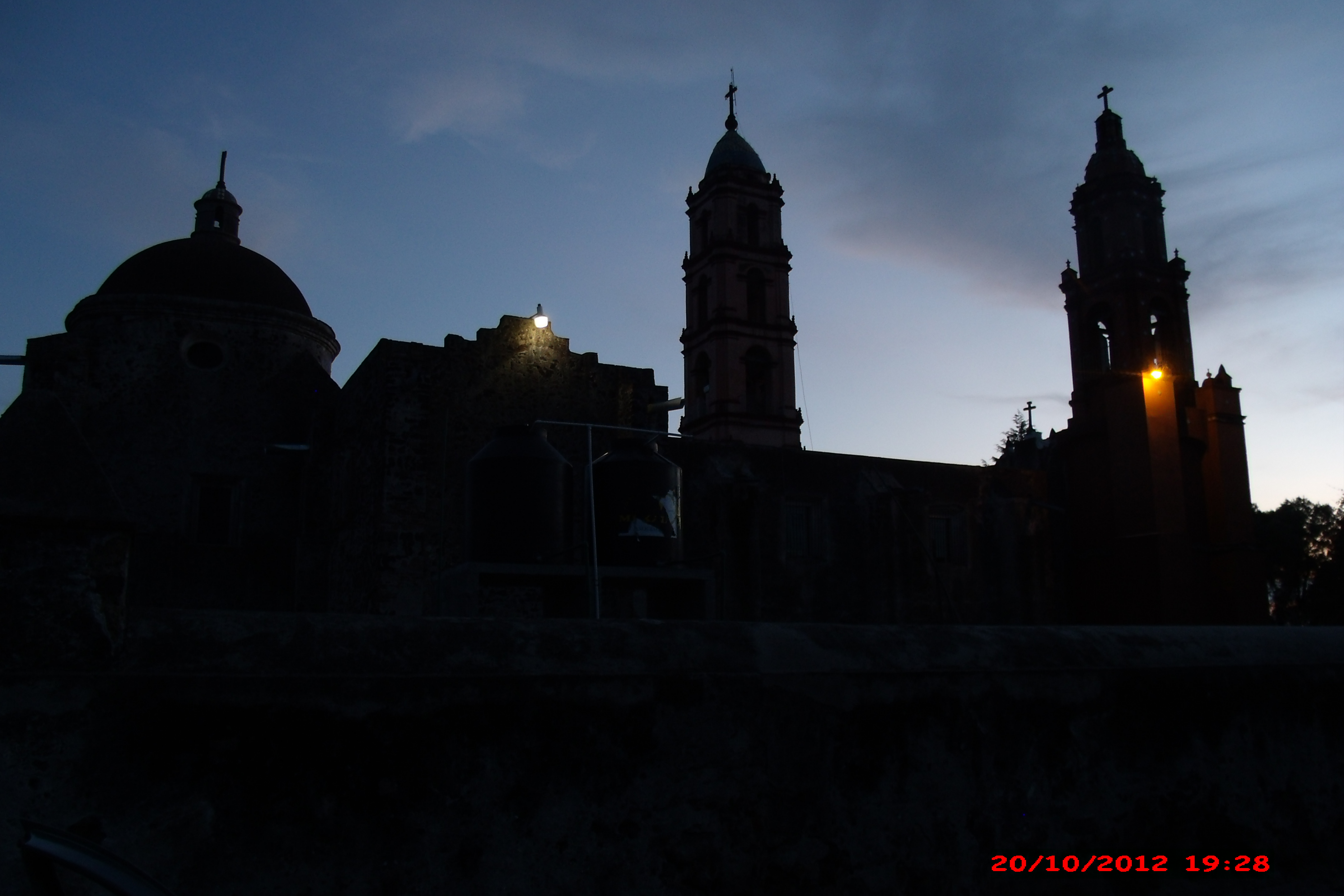
San Buenaventura-kyrkan, natt.
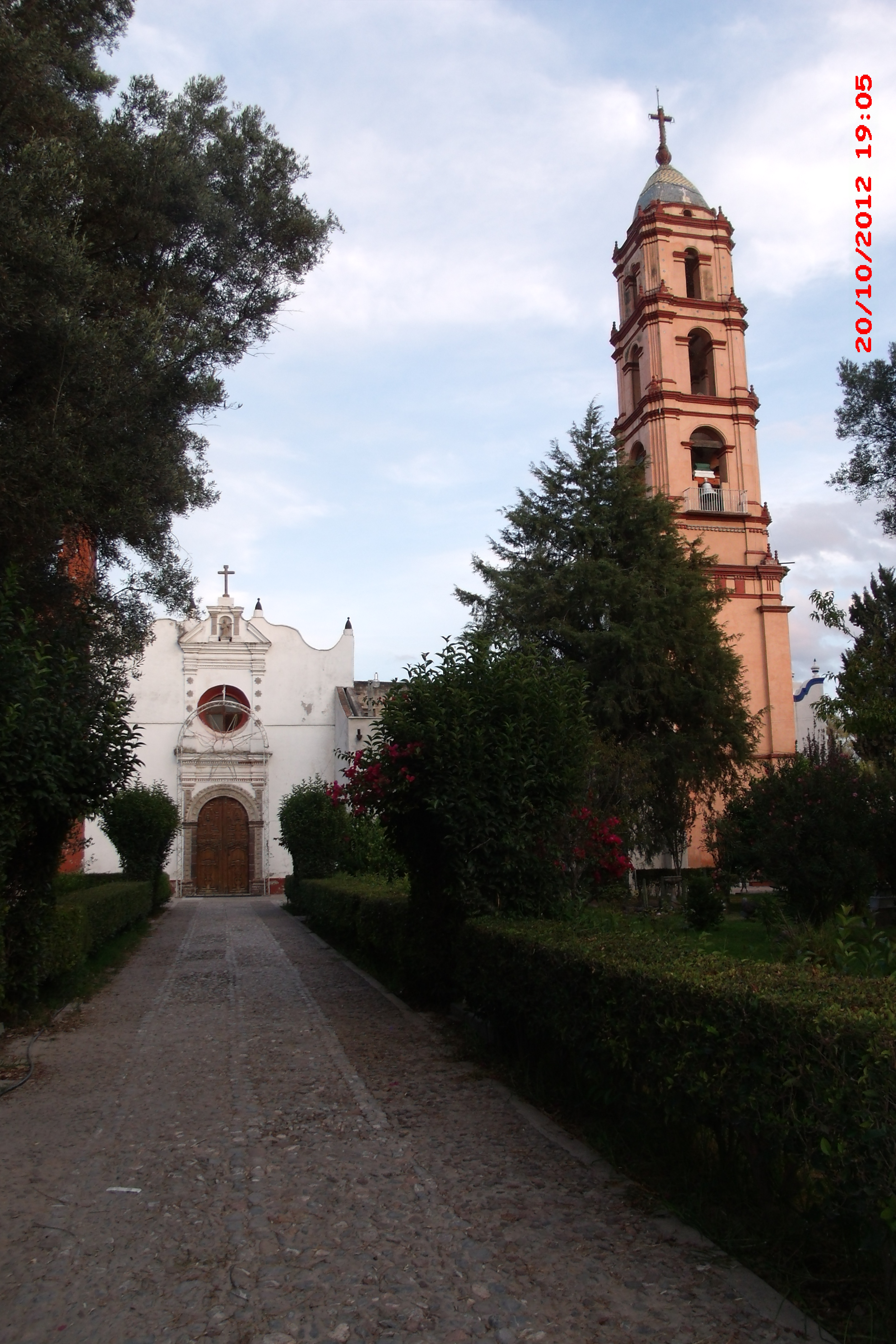
San Buenaventura-kyrkan, innergård.
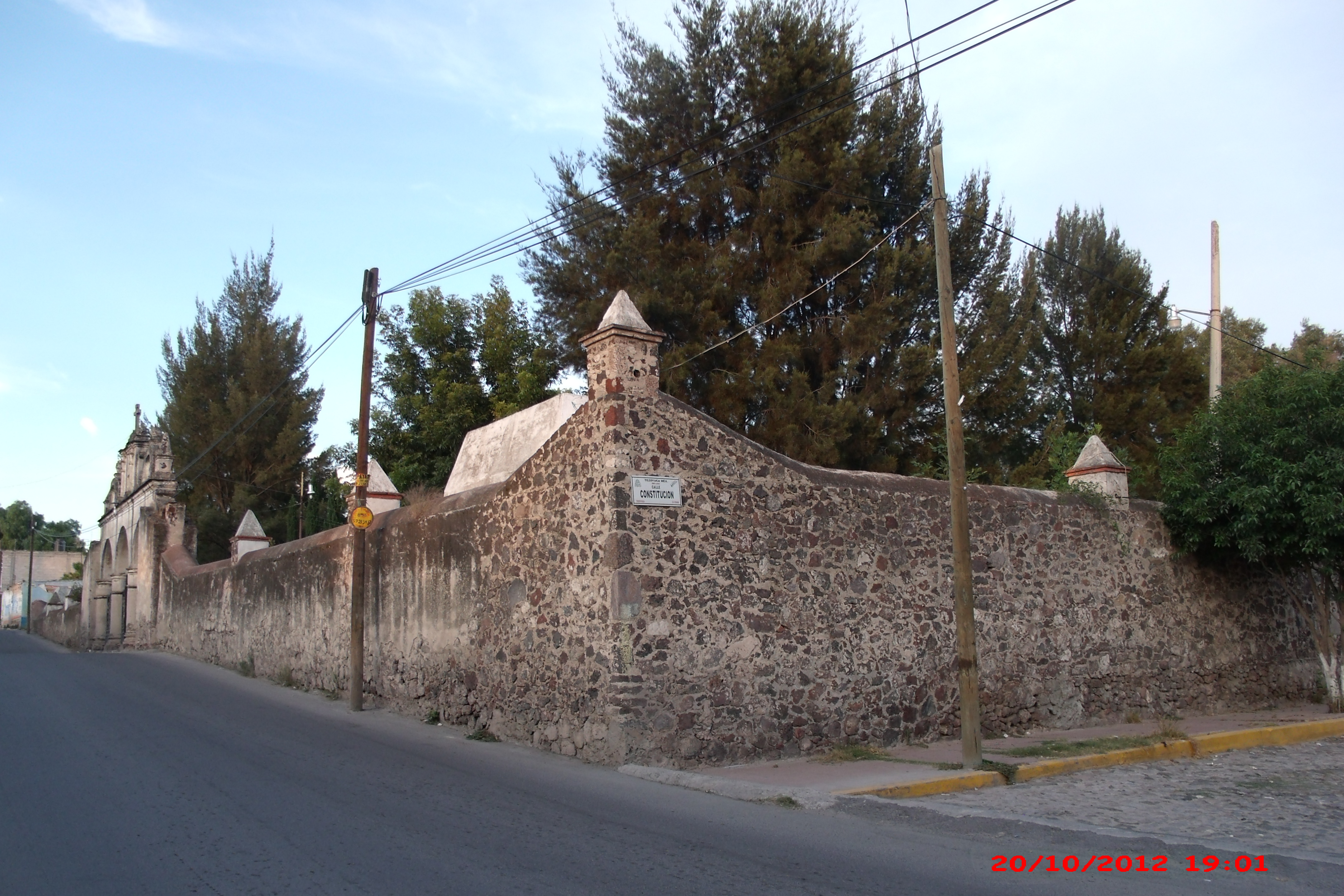
Mur och entré vid San Buenaventura-kyrkan.
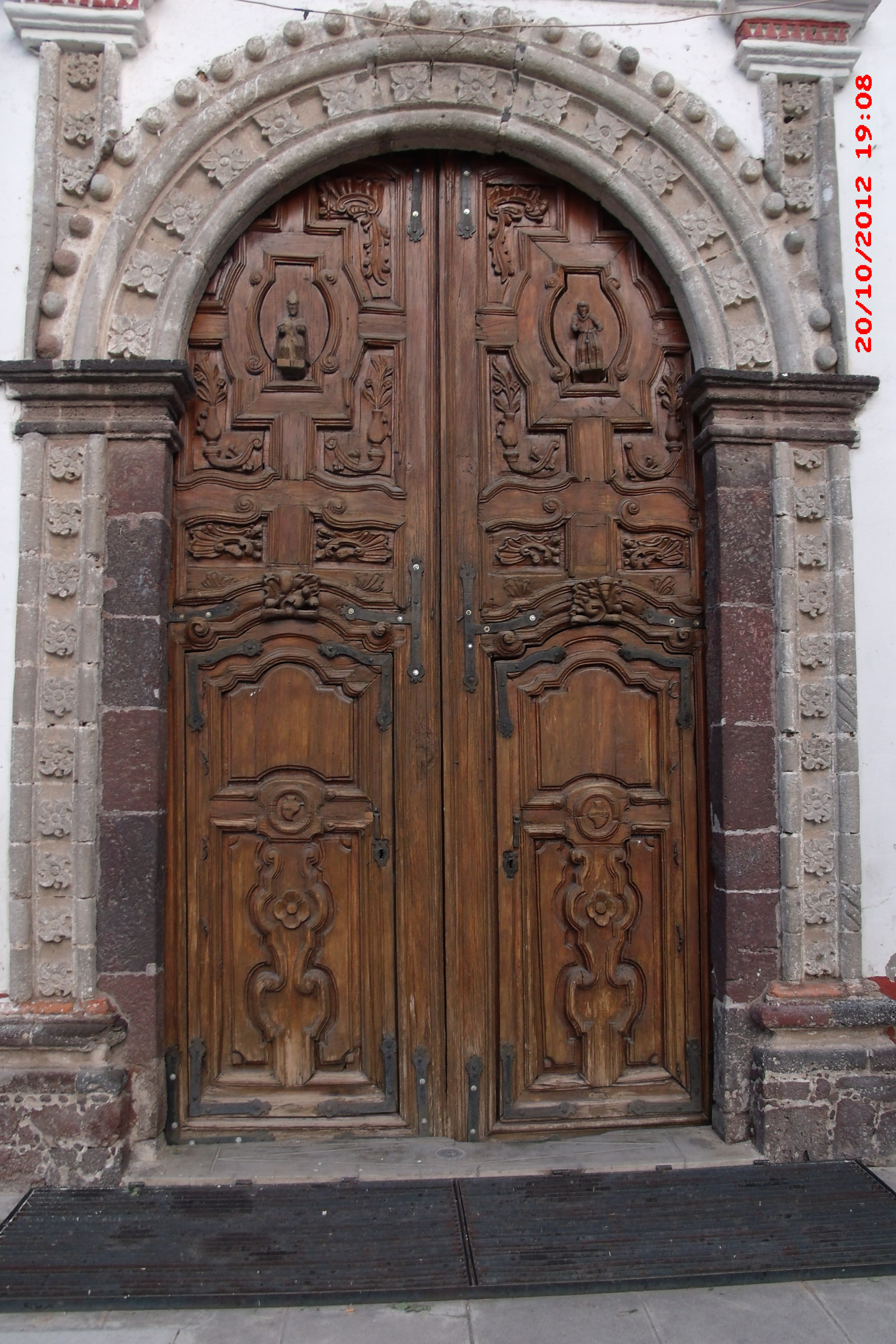
Gammal port i staden.